# صقيع متجمد

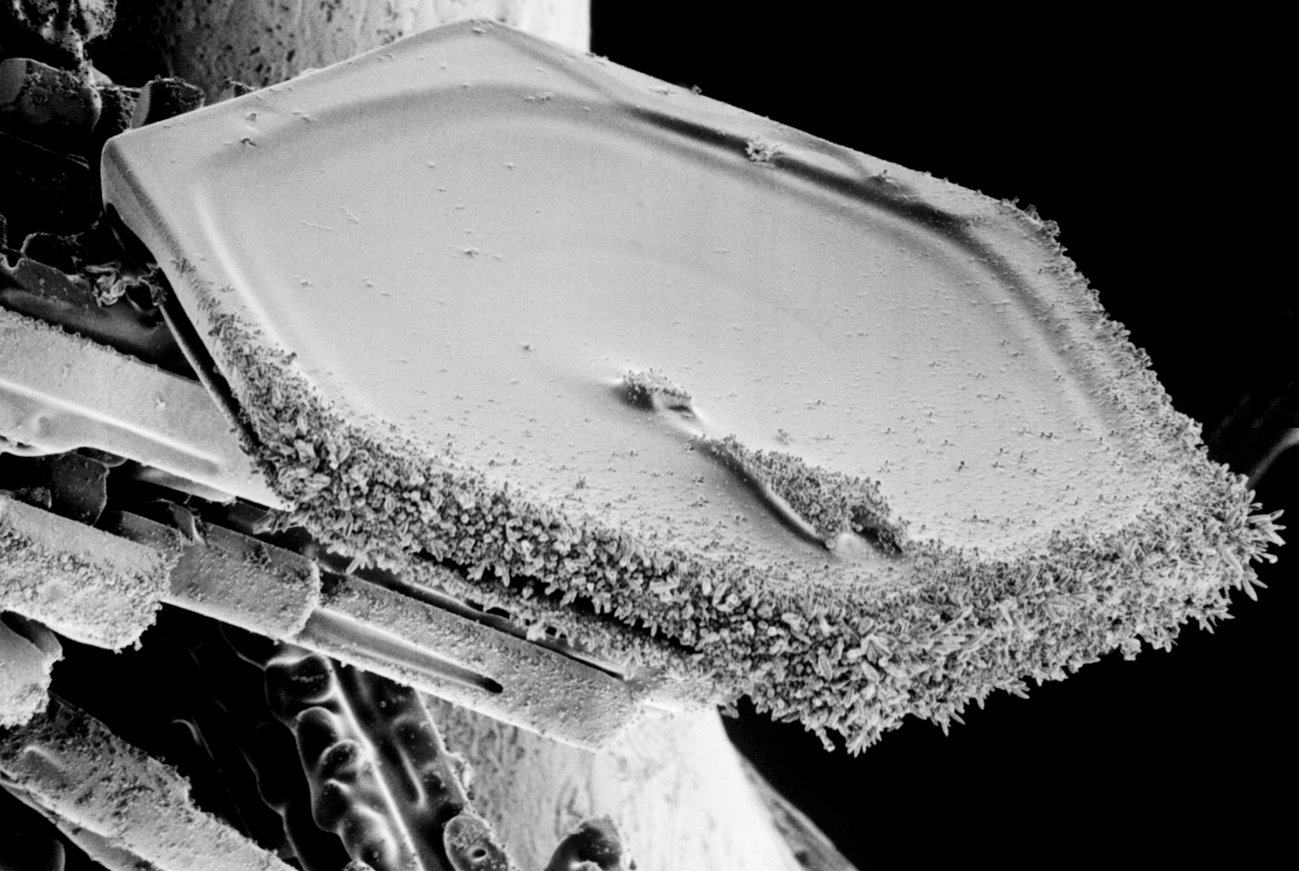

الصقيع المتجمد يشير إلى رقائق الصقيع المغطاة جزئيًا أو كليًا بنقاط مياه صغيرة مجمدة تسمى «الجليد». ويتكون الجليد على رقائق الصقيع عند مرورها بسحابة باردة جدًا. وعادةً ما تنتج رقائق الصقيع المحاطة بكمية كبيرة من الجليد صقيعًا كثيفًا ومصحوبًا بالأمطار، حيث يكون نطاق نسبة الصقيع إلى الماء 5-1 (أي 5 بوصات من الصقيع لكل بوصة من المطر) إلى 9-1.
وقد تم التوصل إلى أن الصقيع المتجمد يوفر ثباتًا مبدئيًا أكبر لطبقة الجليد. ومع ذلك، فإنه يسمح أيضًا بتراكم طبقات من الصقيع أكبر كثافةً، وبالتالي أقل ثباتًا. ويرى البعض أن هاتين الطبقتين تعادلان بعضهما البعض.
وهناك أبحاث عن تأثير الصقيع المتجمد على الانهيارات الجليدية.